# Wolfgang Lindner (Chemiker)

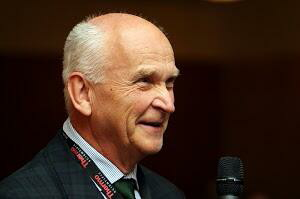
Wolfgang Lindner (2013)

Wolfgang Lindner (* 3. Oktober 1943 in Mittenwald, Bayern) ist ein österreichischer Chemiker. Er ist seit 2012 emeritierter Professor für Analytische Chemie an der Universität Wien.

## Leben
Wolfgang Lindner studierte zwischen 1962 und 1972 Chemie an der Universität Wien und der Karl-Franzens-Universität Graz. 1972 wurde er an der Universität Graz promoviert, wobei sein Arbeitsgebiet die Organische Chemie war. Thema seiner Dissertation war die gaschromatographische Analyse von Bestandteilen des Tabakrauchs. Seit 1972 war Lindner als Assistenz-Professor im Bereich der Pharmazeutischen Chemie an der Universität Graz tätig und wurde dort 1982 zum Professor ernannt. In diese Zeit fallen verschiedene Gastaufenthalten in industriellen und akademischen Laboratorien. So war Lindner 1973 bis 1975 in der Gruppe von R. W. Frei (Sandoz AG, Basel) tätig und forschte 1978/1979 als Postdoc an der Northeastern University bei Barry Karger in Boston (USA), ehe er sich dann im Januar 1982 im Fach Pharmazeutische Chemie an der Universität Graz habilitierte. 1986/1987 war Lindner Gastwissenschaftler bei der Food and Drug Administration (FDA) in Bethesda, Maryland (USA).
1996 bis 2012 wirkte Lindner als Lehrstuhlinhaber und Nachfolger von J. F. K. Huber an der Universität Wien.

## Forschungsgebiete
Schwerpunkte seiner Forschung sind (enantioselektive) Trenntechniken und dafür benötigte Materialien, wie z. B.
- neue stationäre Phasen für die effiziente und hochselektive Chromatographie,
- Molekulare Erkennung (Design und Synthese chiraler Verbindungen, die als enantioselektive Selektoren, Liganden, Synthesebausteine oder für die Herstellung von chiralen Arzneistoffen sowie chiralen Polymeren geeignet sind),
- Untersuchungen zum besseren Verständnis molekularer Erkennung (QSAR, Spektroskopie),
- Untersuchungen zur Stereoselektivität in der Pharmakokinetik,
- Affinitätschromatographie und deren Anwendung, z. B. zur Protein-Trennung,
- Mykotoxin-Analytik,
- Umweltanalytik sowie Lebensmittel- und Pestizidanalytik,
- Pharmaanalytik (Arzneistoffe, Arzneimittel etc.).

Besondere Expertise besitzt Lindner in der Enantiomerenanalytik im weitesten Sinne.

## Veröffentlichungen und Patente
Aus der Forschungstätigkeit von Wolfgang Lindner resultierten bisher circa 450 Publikationen in Fachzeitschriften, 12 Buchkapitel sowie 15 Patente. Der Hirsch-Index von 49 ist ein Indikator für seinen erheblichen wissenschaftlichen Einfluss.

### Publikationen (Auswahl)
- M. Lämmerhofer, W. Lindner: Quinine and Quinidine Derivatives as Chiral Selectors Ι. Brush Type Chiral Statinary Phases for HPLC Based on Cinchonan Carbamates and Their Application as Chiral Anion Exchangers, J. Chromatogr. A 741, 33–48 (1996).
- A. Leitner, P. Zöllner, W. Lindner: Determination of the Metabolites of Nitrofuran Antibiotics in Animal Tissue by High-Performance Liquid Chromatography-Tandem Mass Spectrometry, J. Chromatogr. A, 939, 49–58 (2001).
- C. Czerwenka, Mei Mei Zhan, H.P. Kählig, N. M. Maier, K. B. Lipkowitz, W. Lindner: Chiral Recognition of Peptide Enantiomers by Cinchona Alkaloid Derived Chiral Selectors: Mechanistic Investigations by Liquid Chromatography, NMR Spectroscopy and Molecular Modeling, J. Org. Chem. 68, 8315–8327 (2003).
- R. Wirz, T. Bürgi, W. Lindner, A. Baiker: Absolute Configuration Modulation ATR-IR Spectroscopy: A new in-situ Method for Probing Chiral Recognition in Liquid Chromatography, Anal. Chem., 76(18), 5319–5330 (2004).
- Kevin A. Schug, W. Lindner: Noncovalent Binding between Guanidinium and Anionic Groups: Focus on Biological- and Synthetic-Based Arginine/Guanidinium Interactions with Phosph[on]ate and Sulf[on]ate Residues, Chem. Rev. 105, 67–113 (2005).
- Kevin Schug, Petr Fryčák, Norbert M. Maier, Wolfgang Lindner: Measurement of Solution Phase Chiral Molecular Recognition in the Gas Phase Using Electrospray Ionization-Mass Spectrometry, Anal. Chem. 77, 3660–3670 (2005).
- Alexander Leitner, Wolfgang Lindner: Functional Probing of Arginine Residues in Proteins using Mass Spectrometry and an Arginine-specific Covalen Tagging Concept, Anal. Chem. 77, 4481–4488 (2005).
- Norbert M. Maier, Wolfgang Lindner: Chiral Recognition Applications of Molecularly Imprinted Polymers: A Critical Review, Anal. Bioanal. Chem. 389 (2), 377–397 (2007).
- Christian Hoffmann, Reinhard Pell, Michael Lämmerhofer, Wolfgang Lindner: Synergistic Effects on Enantioselectivity of Novel Zwitterionic Chiral Stationary Phases for Separations of Chiral Acids, Bases, and Amino Acids by HPLC, Anal. Chem. 80, 8780–8789 (2008).
- Alexander Leitner, Martin Sturm, Otto Hudecz, Michael Mazanek, Jan-Henrik Smátt, Mika Lindén, Wolfgang Lindner, Karl Mechtler: Probing the Phosphoproteome of HeLa Cells Using Nanocast Metal Oxide Microspheres for Phosphopeptide Enrichment, Anal. Chem. 82, 2726–2733 (2010).
- Pavel A. Levkin, Norbert M. Maier, Volker Schurig, Wolfgang Lindner: Strong Detrimental Effect of a Minute Enantiomeric Impurity of a Chiral Selector on the Enantioselectivity Factor, Angewandte Chemie Int. Ed. 49, 7742–7744 (2010), doi:10.1002/anie.201002215.
- Marek Mahut, Andrea Gargano, H. Schuchnigg Wolfgang Lindner, Michael Lämmerhofer: Chemoaffinity Material for Plasmid DNA Analysis by HPLC with Condition-dependent Switching Between Isoform and Topoisomer Selectivity, Anal.Chem. 85, 2913-2020 (2013).
- Stefanie Wernisch, Oliver Trapp, Wolfgang Lindner: Application of Cinchona-sulfonate-based Chiral Zwitterionic Ion Exchangers for the Separation of Proline-containing Dipeptide Rotamers and Determination of On-column Isomerization Parameters from Dynamic Elution Profiles, Anal.Chim Acta 795, 88–98 (2013).

## Tätigkeiten als Editor und Mitglied von Editorial Boards
Lindner ist bzw. war Editor mehrerer international angesehener Fachzeitschriften (Chirality, Chromatographia, Journal of Pharmaceutical and Biomedical Analysis, LC GC International, Journal of Chromatography B, J. Biochromatogr., J. Analytical and Bioanalytical Chemistry und Current Analytical Chemistry).

## Auszeichnungen
- Jubilee Medal of the British Chromatographic Society (1991)
- Austrian Award for Cardiology (zusammen mit K. Stoschitzky und W. Klein) (1992)
- Tswett Memorial Medal (1995)
- 1st Winner of the Belgian Pharmaceutical Society Award (1995)
- Hoechst-Prize for Original Science in Medicinal Chemistry (zusammen mit K. Stoschitzky und W. Klein) (1996)
- Fellow der Japan Society for the Promotion of Science (JSPS) (2001)
- Honorary Membership of the Hungarian Society for Separation Sciences (2003)
- Halász Medal Award of the Hungarian Society for Separation Sciences (2007)
- Chirality Medal Award (2008)
- A. J. P. Martin Gold Medal (2009)
- Molecular Chirality Award of Japan (2010)
- ACS Award in Chromatography (2012)
- CASSS Award 2013 for Outstanding Achievements in Separation Sciences (2013)
- Rudolf Zahradník Series Lecture, Palacký-Universität Olmütz (2014)
- Austrian Congress Award (2014)
- Nernst-Tswett Award of EuSSS (2014)